# Đảng Hạng

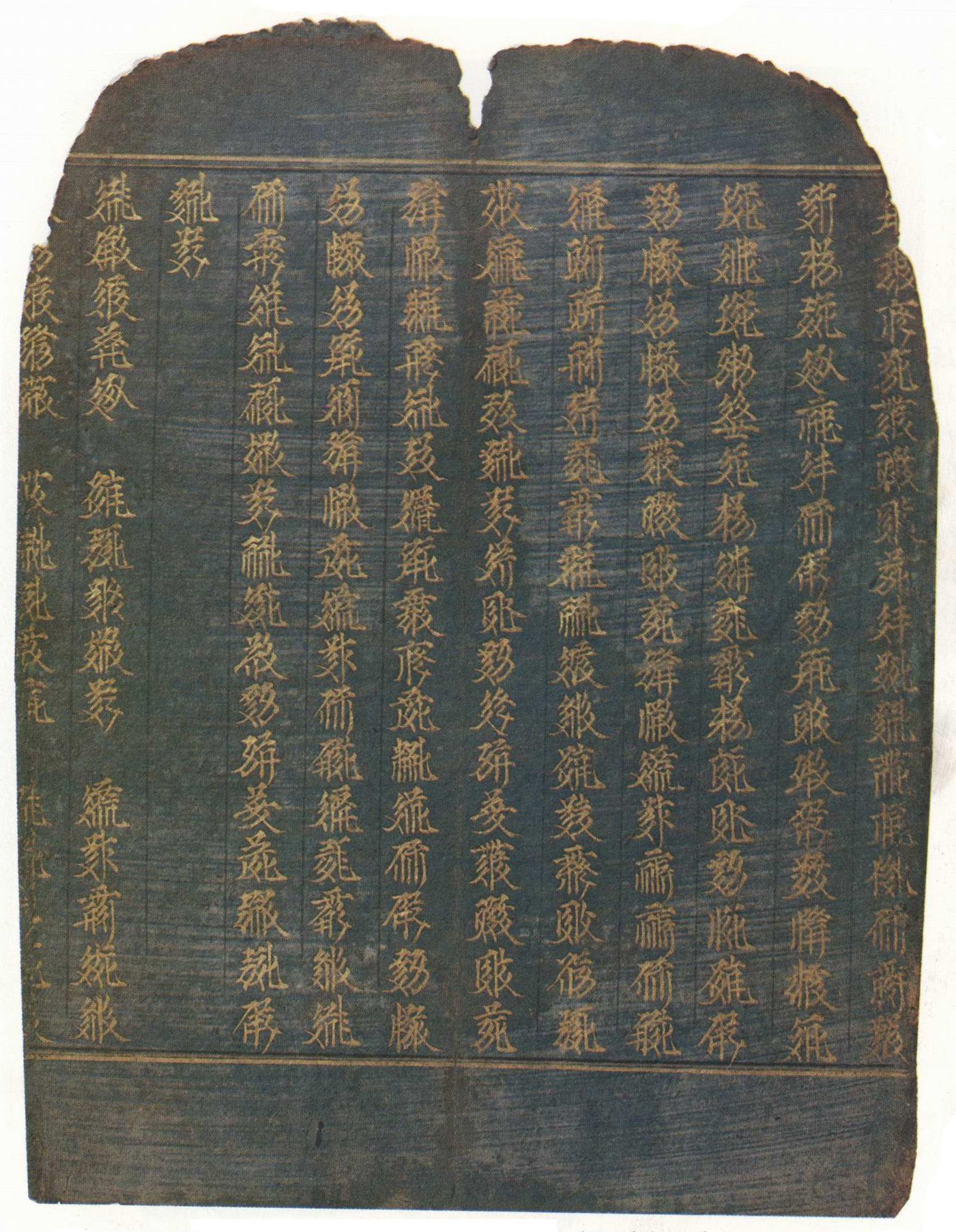
Kinh Phật viết bằng chữ Đảng Hạng

Đảng Hạng (giản thể: 党项; phồn thể: 党項; bính âm: Dǎngxiàng, tiếng Anh: Tangut) là tộc người được đồng nhất với triều đại Tây Hạ thời xưa, họ cũng được gọi là Đảng Hạng Khương (党項羌). Người Đảng Hạng thường được xem là một tộc người nói tiếng Khương và đã thiên di đến khu vực Tây Bắc Trung Quốc vào một khoảng thời gian nào đó trước thế kỷ 10 CN .